# Lupparia adimonialis
Lupparia adimonialis är en kackerlacksart som beskrevs av Walker, F. 1868. Lupparia adimonialis ingår i släktet Lupparia och familjen småkackerlackor.
Artens utbredningsområde är Filippinerna. Inga underarter finns listade i Catalogue of Life.